# 博物馆文创
博物馆文创是指博物馆的文化创意开发团队，根据馆藏的文物及艺术品，进行衍生产品的创造、创新和创意开发。

## 文创产业起源
文化创意产业由英国政府发展成为国家主轴，其他国家也依据不同的政治环境发展出自己的模式。
1998年，英国政府出台《英国创意产业路径文件》，首次提出“创意产业”的概念，并积极推动创意产业发展。 2003年，中华民国行政院提出的官方文件《挑战2008：国家发展重点计划》首次在台湾提出“文化创意产业”的概念。
联合国教科文组织对创意产业的解释是“包含出版、音乐、电影、工艺品与设计在内的文化产业在未来将持续稳定增长，并将在文化领域发挥决定性作用。” 而现代博物馆作为一个社会服务机构，与创造和创新密切相关，博物馆的功能不仅是保存与维护，还要以有创意的方式把它展示给访客，成为一个活跃的对话平台。

## 意义
博物馆不仅是保存文物的公共机构，也是以“教育”为核心要素的服务机构，作用在于展示人类文明、促进文化交流、满足公众的精神需求，以及提高公众的文化素质等方面。访客通过浏览学习历史与科技知识，同时感受文化的熏陶。但文化知识的传播不仅是止于博物馆之内，也存在于相关文创产品的消费和分流过程。对文物和艺术品进行创意开发，就是对文物价值的重新发掘，以及对文化的二次传播。
传播教育是教育的一个重要方式，文物在商品化的过程中，其间蕴含的文化从集中走向分散、从精深走向普及，往往比隔离教育、灌输教育和压迫教育更为有效。此外，优秀的文创产品本身就带有教育的功能，具有精神、情感、活力、知识和审美的提升作用。
文化商店通常是博物馆的“最后一个展厅”，约在1950年代已经在欧美博物馆兴起，在中国大陆、台湾则是较晚近才受到重视。 商店里面的纪念品承载着博物馆的文化和理念，并因其通俗、实用和可流通性，为访客带来的消费满足感，激发访客的兴趣和热情； 同时，它也增加访客接触博物文化的紧密度，进一步拓展博物馆的教育功能。此外，通过创造经营性收入，也能让博物馆实现自我的良性循环，确保博物馆的可持续性。

## 产品依据与分类
文物是承载着历史文化信息的实物，具有“物质本体”和“信息载体”的双重属性。博物馆藏品的文物本体绝对不能进入市场运作，但文物上承载的信息，则可以通过研究来获得。文物信息记载了文物的各项特质，包括了生产的年代、工艺、造型、纹饰、背景等相关内容，它们可以从文物复制到其他载体。文物信息具有稳定和可复制的特点，记录下来的信息不会轻易发生改变，批量复制也不会影响到文物本体的安全。依据这些历史文化信息，可以将其转化为博物馆的各种文化商品，这些信息及其存储复制技术，从操作层面为文创产品的创意、复制等问题提供了解决的基础和保障。
根据国际博物馆协会的专业伦理规章，任何在博物馆进行的商品交易行为，都要符合教育的使命、维持产品的品质，并且遵守国家的法律规定。

### 典藏复制品
典藏复制品是将博物馆典藏的的文化资源，根据原物的造型、色彩、材质、尺寸、比例进行完整复制的产品。

### 衍生产品
衍生产品是利用博物馆本身收藏的文化资源，加上创意设计、生活美学和流行元素，衍生出来的纪念产品。 通常是保持原物的造型特质，但采用不同材质、规格制作的产品；或者，是汲取原物的表现特征，与其他的功能产品相结合，形成新的文创产品，例如：书签、U盘、团扇、杯子、文具、雨伞、服饰等。
通常情况，文物与艺术品对于大众而言十分遥远，前者因为所有权限制，后者因为价格昂贵，因此大众只能停留在欣赏的距离。衍生产品让文物与艺术品得以进入大众的日常生活，也在实现创意设计转化和销售的过程，发掘文物与艺术品的潜在价值，让博物馆的教育功能广泛推动，并增强博物馆的品牌影响度。

### 具有区域文化特征的纪念品
这类文创产品的设计灵感，不局限于博物馆本身收藏的文化资源，而是扩大到整体的区域文化，比如：丝绸之路文化、草原文化、古都文化、长江文化、运河文化、茶马古道文化等。区域内的博物馆可以独自（或联合）开发相关的文创产品，而不拘泥于自身的收藏品是否完全对应；一些民间艺术发达的地区，也可以开发非本馆藏品特征之外，具有本区域显著文化特色的文创产品。

### 出版品
出版品是展示博物馆宣传和研究成果的出版物，包括各种类型的杂志、图书、印刷品、光碟、影音多媒体等，这些产品具有明显和积极的宣传与教育目的。

### 数字应用产品
数字应用产品是基于移动终端、互联网平台的产品，如：数位典藏、app 等。纽约大都会艺术博物馆、美国自然历史博物馆、法国卢浮宫、英国大英博物馆、纽约现代艺术博物馆、西班牙普拉多博物馆、荷兰古根海姆博物馆等世界著名博物馆，在进入互联网时代后相继推出实用的 App，一方面可以为访客做出详细的导航，一方面借助互联网的传播影响力，扩大自己的品牌价值。这类应用可以有完整的展览、活动清单与参观路线；同时，还有用来发布活动、优惠预告的会员专区。它也可以是一本电子百科全书，配备收藏品的图片、背景资料与分布地图以便浏览。
除了专业的导航应用，一些博物馆也开发游戏互动的应用，这类游戏应用兼具知识、创作与趣味性，比如：纽约大都会艺术博物馆的，玩家要在两张照片中寻找出伪造的一张，通过超过40组照片的猜谜游戏，玩家得以了解为何这些珍贵的历史照片会被修改；又如纽约现代艺术博物馆专为小朋友设计的，孩童可以用绘图板创作属于自己的画作，同时解构名家的作品。
在亚洲范围，日本国立文化财机构推出的官方App集合了东京国立博物馆、京都国立博物馆、奈良国立博物馆、九州国立博物馆四大日本收藏质量最高、代表日本历史文化和博物收藏顶峰的约千件国宝。

## 开发模式、问题及消费特征
近年博物馆文创的开发案例有北京故宫博物院、北京自然博物馆、四川博物院、台北故宫博物院等，故宫博物院的主题以宫廷生活为主、自然博物馆以生物标本为基础元素、四川博物院以蜀锦产品居多。

### 开发模式
博物馆文创的开发模式，包括：
- 自行开发－由博物馆内部开发制作，并承担所有经费。
- 厂商代销－由外部厂商提出构想，并交由博物馆审核，通过审核即由厂商进行开发制作；两方签订合同，并由厂商在博物馆内外进行销售。
- 合作开发－博物馆与外部厂商进行沟通和讨论，敲定方案，馆方投入较多的参与度；两方签订合同，并由厂商出资开发制作、在博物馆内外进行销售。
- 市场采购－针对短期展览，选购市场上已有的文创产品，以把握时效和节约成本。
- 典藏授权－博物馆将其艺术典藏、注册商标、创作品牌、影像资料等，授权给厂商研发的产品设计使用。

### 问题
博物馆文创存在的问题，包括：
- 经验与经费不足，相关政策不健全。
- 缺乏创意和博物馆特色，有些产品只是简单的复制，或将图案印制在产品，与旅游纪念品无异。
- 产品样式雷同，缺乏吸引力。
- 价位两级分化，高端产品工艺讲究但价格昂贵、低端产品粗糙低劣，缺乏价格适中、品质优良的产品。

### 消费特征
博物馆与一般文创商店相比起来，在历史、文化和艺术类别上有典型的地域与风格差异，即时性购买构成其消费的主要特征。价格区间和携带便利度也是消费者考虑的重点，具有经典、美观、时尚、趣味和生活实用的产品会更受欢迎。

## 博物馆文创产业发展要素
现代博物馆具有管理、研究、典藏、展示和教育等几大项工作，博物馆文创产业的发展要素着重于顾客服务、学习创新、业务运作和财务管理等方面。
- 顾客服务：公立博物馆即使运作有盈利性的业务，仍须维持原有的社会公益本质，以服务社会大众为终极目标，而不是以营利为目的。
- 学习创新：相对于关注馆外层面的顾客服务，学习创新可视为馆内层面的第一重要因素。
- 业务运作：多数博物馆的文创业务是由少数人兼办，无法发挥组织团队的整合力量；若将整合运用到极致，相关文创业务将更加完善。
- 财务管理：公立博物馆的获利必须回归国库，部分回馈在推广教育、研究等业务运作，使馆方具有更充足的资本，增加社会公益及扩展服务的能量。